# Provincia de Maha Sarakham
Maha Sarakham (en tailandés: จังหวัดมหาสารคาม) es una de las setenta y seis provincias que conforman la organización territorial del Reino de Tailandia.

## Geografía
La provincia es principalmente una llanura cubierta de campos de arroz, sólo en el norte y el este se asoman pequeñas colinas. La provincia posee una elevación de entre 130 y 230 m sobre el nivel del mar. El principal río de la provincia es el río Chi.

## Historia
Maha Sarakham fue originalmente una ciudad satélite de Roi Et fundada en 1865. El gobernador de Roi Et envió 9.000 personas para poblar la nueva ciudad, y uno de sus primos, como el gobernador del territorio. En 1868 el gobierno central en Bangkok, declaró a Maha Sarakham como a una provincia propia, bajo la supervisión de Bangkok, una de las razones era que este paso se debilitó el poder de Roi Et.

## Divisiones Administrativas

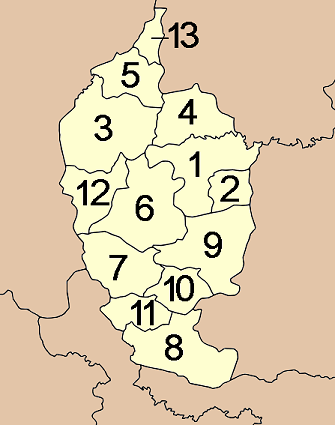
Distritos de la provincia.

Esta provincia tailandesa se encuentra subdividida en una cantidad de distritos (amphoe) que aparecen numerados a continuación:
- 1. Mueang Maha Sarakham
- 2. Kae Dam
- 3. Kosum Phisai
- 4. Kantharawichai
- 5. Chiang Yuen
- 6. Borabue
- 7. Na Chueak
- 8. Phayakkhaphum Phisai
- 9. Wapi Pathum
- 10. Na Dun
- 11. Yang Sisurat
- 12. Kut Rang
- 13. Chuen Chom

## Demografía
La provincia abarca una extensión de territorio que ocupa una superficie de unos 5.291,7  kilómetros cuadrados, y posee una población de 947.313 personas (según las cifras del censo realizado en el año 2000). Si se consideran los datos anteriores se puede deducir que la densidad poblacional de esta división administrativa es de 179 habitantes por kilómetro cuadrado aproximadamente.